# ژوچنگسراتوپس
ژوچنگسراتوپس(به انگلیسی:Zhuchengceratops) یک گونه از سراتوپسیان لپتوسراتوپسیدی منقرض شده است که در دوره کرتاسه در چین امروزی می‌زیسته است. اولین بار در سال ۲۰۱۰ توسط شخصی به نام ژو و همکارانش کشف شد. نام این گونه از محل کشف آن در ژوچنگ و واژه یونانی لاتینی شده سراتوپ‌ (به معنی صورت شاخدار) ساخته شده. فسیل‌های این گونذه در بخش وانگشی یافت شدند که مربوط به دوره کرتاسه پسین است. بیشتر فسیل‌ها فقط استخوان‌هایی جدا جدا از ژوچنگسراتوپس بودند.
ژوچنگسراتوپس اشتراک‌های بسیاری با باریک‌شاخان و همچنین سایر گروه‌های شاخ‌چهره‌سانان مانند شاخ‌چهرگان دارد.  اندازه کلی ژوچنگسراتوپس‌ها در محدوده باریک‌شاختن بوده‌است، اگرچه کمی بزرگتر بودند. ژوچنگسراتوپس در یک گروه با باریک‌شاخان و  ودانوکاراتوپس قرار  می‌گیرد، اگرچه روابط داخلی این سه گونه مشخص نشده‌است.

## تاريخچه
گونه ژوچنگسراتوپس‌ یک سراتوپسیون لپتوسراتوپسید مشتق شده‌است. در دوره کرتاسه در منطقه کوگوی کنونی در شهرستان ژوچنگ چین زندگی می‌کرده است. از روی فسیل‌هایی مربوط به استخوان‌های مفصلی شامل مهره‌ها، دنده‌ها، دندان‌ها و قسمت‌هایی از جمجمه و فک پایین کشف شد.  فسیل‌ها از بخش وانگشی در اواخر کرتاسه به دست آمدند. این فسیل و گونه آن توسط ژینگ‌ژو و همکارانش در سال ۲۰۱۰ نامگذاری شد.
نمونه بازیابی شده از ژوچنگسراتوپس‌ به احتمال زیاد نشان دهنده یک فرد بالغ است و کمی بزرگتر از بزرگسالان گونه لپتوسراتوپ‌سراتوپسی مشابه است که حدود ۲ متر طول داشتند.
ژوچنگسراتوپس‌ دارای یک فک پایینی بزرگ و عمیق به طول ۵۰ سانتی متر بود که به صورت عرضی نازک می‌شد. این گونه و تعدادی دیگر از اتاپومورفی‌های منحصر به فرد این گونه برای افزایش نابرابری مورفولوژیکی و تنوع طبقه‌بندی باریک‌شاخان اهمیت بسیاری دارند. به عنوان سومین لپتوسراتوپسید از آسیا، این یافته همزیستی و پراکندگی دو کلاد نزدیک به هم را نشان می‌دهد که تفاوت آنها در سازگاری فک و دندان ممکن است نشان‌دهنده رژیم‌های غذایی متفاوت باشد.